# Канарис, Вильгельм
Ви́льгельм Франц Кана́рис  (нем. Wilhelm Franz Canaris;   1 января 1887 —  9 апреля 1945) — немецкий военный деятель, адмирал, начальник службы военной разведки и контрразведки в нацистской Германии (1935—1944). Казнён нацистами 9 апреля 1945 года за государственную измену.

## Биография

### Семья
Родился 1 января 1887 года в Аплербеке (сейчас — район Дортмунда) в семье управляющего металлургическим заводом Карла Канариса (1852–1904) и его жены Августы Амелии, урожденной Попп, и был младшим из трех детей. Дед адмирала, Иоганн Йозеф Канарис, считается одним из пионеров промышленности в Рурской области. Самого Вильгельма с детства тянуло к морю. До 1938 года он считал себя родственником греческого адмирала и участника освободительного движения Константина Канариса. Впоследствии утверждал, что в действительности его предки были выходцами из Северной Италии по фамилии Канариси, переселившимися в XVII веке в Германию и обращёнными в лютеранство. Впрочем, ряд историков считают, что Вильгельм Канарис не ошибался насчёт своего родства с Константином Канарисом, а официальная семейная история была изменена в угоду конъюнктурным соображениям, так как Германия была союзником Италии, воевавшей против Греции.
Брат — Карл-Август Канарис (1881–1934), генеральный директор локомотивного и машиностроительного завода Хеншель. 
Сестра — Анна (1883–1964). Её муж — Рудольф Бук, управляющий чугунолитейным заводом.
Жена (с 1919 года) — Эрика Берта Канарис, урождённая Вааг (1892, Берлин – 1970, Мадрид), дочь промышленника Карла Фридриха Ваага. 
Две дочери: Ева (род. 1923) и Бригитта (род. 1926). После Второй мировой войны Эрика Канарис и Бригитта жили в Испании. У Евы Канарис, старшей дочери адмирала, была умственная отсталость, поэтому она жила в приюте благотворительного фонда Бетель под Билефельдом.

### Начало военной карьеры
В апреле 1905 года вступил в ряды военно-морского флота кадетом на учебном корабле «Штайн». Окончил Морской кадетский корпус в Киле. С 1907 года служил на крейсере «Бремен», который совершил турне по странам Южной Америки и побывал с визитом в США. С января 1910 года — 2-й вахтенный начальник на миноносце «V-162», с октября 1911 по март 1915 года служил на лёгком крейсере «Дрезден», участвовал в Коронельском и Фолклендском сражениях с англичанами. После гибели «Дрездена» в сражении у острова Мас-а-Тьерра был интернирован в Чили с марта по август 1915 года. В августе 1915 года бежал из лагеря для интернированных лиц, в октябре того же года вернулся в Германию. С ноября 1915 года — капитан-лейтенант.
С 1916 года по заданию германской разведки организовал снабжение германских подводных лодок с территории Испании и Португалии. Командир субмарины U-16 с 2 июня 1917 года по 11 сентября 1917 года. С ноября 1917 года — командир транспортной подводной лодки UC-27, с января 1918 года — подводной лодки U-34, с мая 1918 года — командной лодки UB-128. За боевые отличия награждён Железными крестами 1-го и 2-го класса.

### 1918—1925
С 1919 года — адъютант военного министра Г. Носке. С февраля того же года служит в новом командовании флота Веймарской республики (рейхсмарине). С июня 1923 года — старший помощник на учебном крейсере «Берлин» (где он служил вместе с Рейнхардом Гейдрихом). В мае 1924 года направлен с секретной миссией на Дальний Восток для организации строительства в Японии подводных лодок для Германии, которой по условиям Версальского мира было запрещено их иметь. С октября 1924 года — начальник сектора подготовительно-мобилизационных работ в отделе флота при Главном командовании ВМС. Участвовал в тайном вооружении германских ВМС. С помощью созданной ещё во время войны агентурной сети наладил тайное размещение заказов для ВМС в Испании.

### 1925—1934
Тесно сотрудничал с испанскими спецслужбами, в 1928 году организовал подписание «Соглашения о взаимных отношениях между полицейскими управлениями Испании и Германии». Через Канариса было организовано обучение немецких лётчиков в Испанском Марокко. С октября 1926 года — референт при начальнике штаба ВМС. В июне 1928 года удалён из Главного командования и назначен старшим помощником командира линейного корабля «Шлезиен». С сентября 1930 года — начальник штаба базы ВМС «Нордзее». 1 октября 1931 года получил звание капитана цур зее (капитан 1-го ранга). С сентября 1932 года — командир линейного корабля «Шлезиен». В сентябре 1933 года переведён на пост коменданта крепости Свинемюнде.

### 1935—1941
1 января 1935 года назначен начальником военной разведки и контрразведки (абвер) Войскового управления Военного министерства. 1 мая 1935 года Канарису присвоено звание контр-адмирала. В феврале 1938 года после создания Верховного командования вермахта (ОКВ) назначен руководителем Управленческой группы по общим вопросам, и ему переданы отделы абвера, тыла и пенсионного обеспечения. С июня 1938 года руководил только абвером. С 1 апреля 1938 года — в звании вице-адмирал.
Был связан с заговорщиками, которые планировали свержение гитлеровского режима накануне вторжения в Чехословакию. Среди наиболее активных заговорщиков был офицер абвера Ганс Остер.
С 1 января 1940 года — в звании адмирала. В 1940 году получил сведения о планах Великобритании по захвату норвежских портов; эта информация, переданная командованию германского флота, дала возможность вермахту быстро осуществить оккупацию Норвегии. В это же время завязал прямые контакты с начальником британской разведки С. Г. Мензисом.

### 1941—1945
В 1942 году положение Канариса пошатнулось после провала операций «Боярышник» (восстание в Южной Африке), «Тигр» (афгано-индийский конфликт), «Шамиль» (восстание на Кавказе) и др.
Летом 1943 года в Сантандере Канарис провел тайную встречу с начальником МИ-5 Стюартом Мензисом и руководителем Управления стратегических служб США Уильямом Донованом, на которой представил собеседникам свой мирный план: прекращение огня на Западе, устранение или выдача Гитлера и продолжение войны на Востоке. Однако президент Рузвельт наотрез отказался вести переговоры с «этими восточногерманскими юнкерами» и призвал Донована к порядку. Мирное предложение Канариса было отклонено.
5 февраля 1944 года Гитлеру сообщили, что сотрудник абвера Эрих Вермерен в Стамбуле перешёл на сторону англичан. После взрыва бомбы 11 февраля на британском грузовом судне в Картахене в Испании противниками-антифранкистами, которых абвер снабдил взрывчаткой, Гитлер пришел в ярость. Бригадефюрер СС Герман Фегелейн, офицер связи ваффен-СС в штаб-квартире фюрера, предложил передать контрразведку рейхсфюреру СС Гиммлеру. Гитлер вызвал Гиммлера и поручил ему создать единую секретную службу. Гиммлер разработал одобренный Верховным командованием вермахта приказ, который Гитлер подписал 13 февраля. Кейтель и Йодль сообщили Канарису в центре абвера в Цоссене о слиянии абвера с СД и отправили его в замок Лауэнштейн во Франконском лесу, где был расположен исследовательский центр абвера по подделке паспортов, изготовлению секретных чернил, микрокамер и т. д. Таким образом, адмирал был фактически помещён под домашний арест. 10 марта главнокомандующий ВМФ сообщил Канарису, что 30 июня 1944 года он будет освобождён от действительной военной службы. 1 июня абвер был расформирован.
10 июня 1944 года Гитлер подписал приказ об увольнении Канариса к концу месяца, но вскоре вернул его на военную службу в звании адмирала для особых поручений. 1 июля Канарис был назначен начальником штаба при ОКВ по вопросам торговой и экономической войны, расположенном в Эйхе под Потсдамом. В 1944 году в связи с обстановкой на фронтах эта служба практически не работала. Канарис жил в своём доме с алжирским слугой и польской поварихой. Из-за непрекращающихся бомбардировок его жена долгое время жила в Ридерау-ам-Аммерзее. Адмирал брал уроки русского языка, а его сосед Гельмут Маурер играл для него дома на пианино.
В середине июля 1944 года бывшие сотрудники абвера поставили Канариса в известность о готовящемся покушении на фюрера. После провала покушения 23 июля 1944 года он был арестован. Следствию долгое время не удавалось доказать его причастность к заговору.
В начале февраля 1945 года вместе с другими подследственными переведён в концлагерь Флоссенбюрг. В начале апреля в Цоссене были обнаружены дневники Канариса, из которых стала известна его причастность к заговору против Гитлера. 8 апреля специальным судом во Флоссенбюрге под председательством начальника отдела IV Е (контрразведка) гестапо штандартенфюрера СС и регирунгсдиректора Вальтера Гуппенкотена был приговорён к смертной казни и 9 апреля повешен.

## Участие в спасении евреев
По данным исследования израильского историка Дани Орбаха, спас от уничтожения более 500 евреев, переправив их за пределы рейха (в основном в Испанию и Португалию) как агентов абвера. Среди спасённых им евреев числится духовный лидер иудаистского религиозного течения любавических хасидов (Хабад) Йосеф Ицхок Шнеерсон, вывезенный офицерами абвера в начале 1940 года из Варшавы в Берлин, а оттуда в Ригу и далее через Швецию в США.
Представители Хабада неоднократно подавали официальное прошение в израильский Национальный мемориальный центр Холокоста Яд ва-Шем с просьбой признать Канариса праведником народов мира. Яд ва-Шем отказался признать Канариса праведником на основании того, что подчинённые Канарису части абвера были причастны к убийству евреев. Однако Орбах в книге «Валькирия. Немецкое сопротивление Гитлеру» пишет, что ему не удалось обнаружить доказательства причастности Канариса к уничтожению евреев.

## О советских военнопленных
В докладе Верховному командованию 15 сентября 1941 года сообщал о произволе в отношении советских военнопленных, массовых убийствах. Настаивал на необходимости устранения этого беззакония.

## Награды
- Орден Освободителя 5-го класса (1909)
- Орден Короны (Пруссия) 4-го класса
- Железный крест (1914) 2-го и 1-го класса
- Нагрудный знак подводника (Пруссия) (1918)
- Крест «За военные заслуги» (Австро-Венгрия) 3-го класса с военными украшениями
- Железный Полумесяц
- Почётный крест Первой мировой войны 1914/1918 с мечами
- Медаль «За выслугу лет в вермахте» 4, 3, 2 и 1-го класса
- Испанский крест в золоте с мечами
- Крест «За военные заслуги» (Германия) 2-го и 1-го класса с мечами
- Пряжка к Железному кресту 2-го и 1-го класса
- Орден Креста Свободы (Финляндия) 1-го класса со звездой и мечами (16.09.1941)
- Орден Креста Свободы (Финляндия) 1-го класса со звездой, дубовыми листьями и мечами (19.09.1941)
- Немецкий крест в серебре (11.11.1943)

## Канарис в искусстве
В 1954 году немецкими кинематографистами был снят биографический фильм «Канарис» (в заглавной роли — Отто Хассе). Канарис является также героем ряда документальных и художественных произведений, в частности, повести Колвина «Двойная игра», кинодилогии «Путь в „Сатурн“» и «Конец „Сатурна“» (в роли Канариса — Бруно Фрейндлих), «Шпионского романа» Б. Акунина (и его экранизации «Шпион», в роли Канариса — Эдгар Бёльке), романа В. М. Кожевникова «Щит и меч».
В фильме «Орёл приземлился» (1976) Канариса воплотил Энтони Куэйл.
В польском сериале «Ставка больше, чем жизнь» (1967—1968) эпизодическую роль Канариса в 12-й серии сыграл актёр Зигмунт Хюбнер.
В российском сериале «Вольф Мессинг: видевший сквозь время» (2009) Канариса сыграл актёр Виктор Раков.
В российском сериале «Банда ЗИГ ЗАГ» (2023) Канариса сыграл актёр Дмитрий Фрид.
В сериале «Иные» (2024) Канариса сыграл актёр Денис Бургазлиев.
Документальный фильм «Провал Канариса» (РТР, 2015)